# Ildy Modrovich
Ildy Modrovich est une scénariste, directrice de série, productrice et chanteuse américaine.
Ses principaux travaux de scénaristes passés incluent Les Experts : Miami, pour lequel elle a écrit vingt-deux épisodes, Forever et Californication. Ildy Modrovich a écrit, produit et était le co-showrunner de la série Lucifer qui a été diffusée sur Fox pendant les trois premières saisons et a ensuite été reprise par Netflix pour une quatrième, cinquième et sixième saisons. 
Modrovich était également la chanteuse principale du groupe de rock The Heavy Woolies, basé à Los Angeles.